# Mohaka (Nouvelle-Zélande)
Pour l’article homonyme, voir Mohaka (fleuve).
Mohaka est une petite localité située dans le nord de la région de Hawke's Bay dans l’est de l’île du Nord de la Nouvelle-Zélande.

## Situation
Elle est située sur la côte de la baie de Hawke's Bay, à 20 kilomètres au sud-ouest de la ville de Wairoa. 
Le fleuve Mohaka atteint la côte tout près de la ville de Mohaka.